# افراز (حقوق)
اِفراز در فقه و حقوق ایران در دو معنا به کار می رود.در یک معنا افراز،عبارت است از تقسیم کردن مال مشاعی بین دو یا چند نفر شریک.در معنای دیگر ،افراز یکی از شیوه های تقسیم مال مشاع به شمار می رود و در این معنا افراز عبارت است از تقسیم تمام اجزای مال مشاع میان شرکا و این تقسیم‌بندی براساس سهم هریک از شرکا انجام می‌شود.
اِفراز می‌تواند به‌صورت برابر و تراضی بین طرفین، یا اجباراً و از طریق حکم دادگاه صالحه انجام شود.
به مالی که به‌صورت غیرمشاع باشد نیز فَرْز گفته می‌شود. افراز را نباید با تفکیک اشتباه گرفت، زیرا تفکیک در عرف ثبتی عبارت است از تقسیم مال غیرمنقولِ حداقل یک نفر به قطعات کوچک‌تر، اما در افراز باید مالکیت در اختیار بیش از یک نفر باشد.

## افراز در ملک مشاع
تفکیک با رضایت و در حالت تفاهم مالکین مشاع امکان‌پذیر است ولی لازمه افراز عدم تفاهم و رضایت، و وجود اختلاف نسبت به حصه یکدیگر هست و پس از افراز کردن، شراکت خاتمه یافته و هرکدام از شرکاء مالک قطعه زمین خود خواهند بود؛ بدین ترتیب که پس از تفکیک در املاک حالت اشاعه باقی است، امّا پس از افراز حالت اشاعه از بین می‌رود و شراکتی وجود ندارد.

### دعوی تقسیم ملک مشاع یا دعوی افراز
اگر یک یا چند نفر از شرکاء ملک مشاعی راضی به تقسیم نباشند، در این صورت شریکی که مایل است خود را از قید اشاعه برهاند، می‌تواند از دادگاه حکم به تقسیم را درخواست نماید و در صورت عدم توافق بین شرکاء حاکم اجبار به تقسیم می‌نماید، این تقاضا در صورتی پذیرفته می‌شود که مال قابل تقسیم باشد. زیرا ضرر شریک قاعده تسلیط را محدود می‌کند و بر آن حکومت دارد. در این‌گونه موارد راه جمع بین حقوق طرفین این است که شریک بر اساس ماده ۳۱۷ قانون امور حسبی، فروش مال مشترک، و تقسیم بهای آن را از دادگاه درخواست نماید.

### دستور فروش ملک مشاعی
ماده ۴ قانون افراز و فروش املاک مشاع مقرر می‌دارد که «ملکی که به موجب تصمیم قطعی غیرقابل افراز تشخیص شود، با تقاضای هر یک از شرکاء و به دستور دادگاه شهرستان فروخته می‌شود». در صورتی که بَنا به تصمیم واحد ثبتی، ملکِ غیرقابل افراز تشخیص داده شود، گواهینامه‌ای به متقاضی تسلیم می‌شود که در آن غیرقابل افراز، و تقسیم بودن ملک اعلام می‌گردد؛ و شریکِ متقاضی، به استناد گواهی‌نامه یادشده و سایر اسناد و مدارک مالکیت، درخواست خود را مبنی بر فروش ملک به دادگاه حقوقی تقدیم، و دادگاه پس از صدور دستور فروش آن را به دایره اجرا، خواهد سپرد و مدیر اجرا نیز وفق مقررات قانون اجرای احکام مدنی نسبت به مزایده و فروش مال غیرمنقول اقدام می‌نماید.